# Rena Koumioti
Rena Koumioti (nombre de nacimiento Irene Koumioti; Atenas, 3 de mayo de 1941 - 3 de abril de 2023) fue una actriz, cantante y música griega.
En la década de 1980, se tomó un descanso de la música por un tiempo y vivió en Canadá durante ocho años. Se casó dos veces, tuvo dos hijos y en el verano de 2022 perdió a su primer hijo, Nikos Savvidis. Koumioti murió el 3 de abril de 2023 a los 81 años, sus restos se encuentran en	Primer cementerio de Atenas.

## Discografía
| - 1969, El camino - 1969, Las horas - 1970, Días de verano - 1970, Rena Koumiotis - 1970, Barrios Atenas, Tesalónica - 1970, Rena Koumiotis 1 - 1971, Rena Koumiotis 2 - 1972, Meses - 1972, El trébol marino - 1972, Los relojes amarillos - 1973, Impar par - 1973, Mar amargo - 1974, Háblame de libertad - 1974, Ventana al mar - 1974, Rena Koumiotis 3 - 1974, Rueda giratoria - 1976, Las canciones más bellas de Rena Koumiotis | - 1976, De camino a Tsimelni - 1978, Rebetika y mariscos - 1978, Rena Koumiotis, Plessas Mimis - 1980, Mis canciones - 1985, Canciones del cine griego - 1986, Para el teatro 2 de Plessas - 1992, Nunca nos separaremos Zambetas - 1993, Grandes éxitos Rena Koumiotis - 1993, La otra nueva ola - 1995, Para las manecillas del reloj - 1996, Las grandes actuaciones, Rena Koumiotis - 1996, En el camino a Mimi Plessa 2 - 2001, 50 años dorados, Plessas - 2009, Detener las manecillas del reloj - 2009, Hija del mar |